# Товмасян, Тагуи Манвеловна
Тагуи Манвеловна Товмасян (род. 14 августа 1982, Варденис) — армянский политик. Депутат НС РА, гид-переводчик (английский язык), журналист, политолог.

## Биография
Родилась 14 августа 1982 года в Варденисе .
До 2000 года окончила гуманитарный факультет Армянского государственного педагогического университета им. Абовяна, в 2003 году окончила факультет «Журналистика» того же университета, а в 2008 году — факультет журналистики Северного университета Еревана.
В 2013 году окончила Академию государственного управления Армении, а в 2014 году — Ереванскую школу политических исследований Совета Европы.
«Международные стандарты журналистики, интервью, технологии репортажей» (2004, IWPR, Ереван), — заявил суд, — Программа обучения (в 2005 году, Ассоциация европейских журналистов), «Демократия» (2014—2015 CE YSPS, Страсбург) участник курсов.
С 2003 по 2004 год работала волонтёром в газете «Иравунк».
В 2004—2007 годах работала журналистом политического отдела газеты «Иравунк».
2007—2011 гг. — журналист Агентства «Август» ООО «Чоррорд Ишханутюн».
В 2011—2018 годах была учредителем-руководителем ООО «Редакция газеты „Жоховурд“» (газета «Жоховурд» + новостной сайт ArmLur.am), главным редактором газеты «Жоговурд» и интернет-сайте ArmLur.am.
С сентября до декабря 2019 г. преподавала в Академии государственного управления Армении.
В знак протеста против потери Родины, 2020 г. 16 ноября покинула фракцию НС «Мой шаг».
31 марта 2021 года был номинирована на «Лучшего депутата года» на 11-й ежегодной премии AAD Awards за свою парламентскую деятельность в 2020 году.

## Политическая деятельность
9 декабря 2018 года избрана депутатом НС по территориальному избирательному списку округа № 8 блока партии «Мой шаг». В знак протеста против потери Родины, 2020 г. 16 ноября покинула фракцию «Мой шаг» НС. 20 июня 2021 г. избрана депутатом НС по общегосударственному избирательному списку блока партий «Патив унем» («Честь имею»).

## Семья
Замужем, имеет двоих детей.